# Marv Tarplin
Marvin Tarplin (13 de junio de 1941 – 30 de septiembre de 2011) fue un guitarrista y compositor estadounidense, miembro del grupo The Miracles desde finales de los años 50 hasta comienzos de los 70. Coautor de numerosos éxitos para su banda, fue premiado por las asociaciones BMI y ASCAP. Desde 2012 está incluido en el Salón de la Fama del Rock and Roll Hall junto al resto de sus compañeros de The Miracles.

## Biografía
Considerado el "arma secreta" de The Miracles, Tarplin comenzó su carrera acompañando a The Supremes. En 1958, durante una audición del grupo para la Motown Records, Smokey Robinson, vocalista principal de The Miracles, quedó impresionado por la forma de tocar de Tarplin y le ofreció unirse al grupo. En 2006, durante la presentación del DVD, Smokey Robinson & the Miracles: The Definitive Performances 1963–1987, Robinson y sus compañeros de The Miracles, Pete Moore y Bobby Rogers comentaron que el estilo de Tarplin, recordaba a la última etapa de Curtis Mayfield, y que fue la inspiración para muchos de los grandes éxitos del grupo. Su riff de guitarra en el tema "The Tracks of My Tears" es considerado uno de los más famosos de la historia.
Si bien Tarplin permaneció en The Miracles el mismo tiempo que Robinson, sólo aparece en la portada de tres álbumes: Cookin' with the Miracles (1962), I'll Try Something New (1962) y The Fabulous Miracles (1963). Se le menciona como miembro de la banda en la contraportada del primer álbum, Hi... We're the Miracles (1961), pero no aparece en la foto de portada. Como compositor, Tarplin es coautor de algunos de los temas más célebres del grupo, como "The Tracks of My Tears" por el que recibió el premio al mérito de la ASCAP en 1965, "My Girl Has Gone" (1965), "I Like It Like That", (1964), "Going to a Go-Go" (1965), "The Love I Saw in You Was Just a Mirage" (1967), y "Point It Out" (1968).
También coescribió grandes éxitos para Marvin Gaye, incluidos temas como "Ain't That Peculiar" y "I'll Be Doggone", "One More Heartache" y "Take This Heart of Mine". Compuso en 1970 para The Four Tops la canción "Still Water (Love)", en colaboración con Robinson y para The Marvelettes, el tema "My Baby Must Be a Magician". Tarplin apareció junto al grupo en The Ed Sullivan Show, The T.A.M.I. Show en el programa especial de televisión de la CBS, Murray The K - It's What's Happening, Baby, y prácticamente en todas las actuaciones de The Miracles, incluido el concierto de 1983 para el especial de televisión de la NBC, Motown 25: Yesterday, Today, Forever.
Tarplin dejó The Miracles en 1973, poco después de que lo hicieran Smokey Robinson y su esposa Claudette. Fue reemplazado por Donald Griffin, hermano de Billy Griffin, que a su vez fue el reemplazo de Robinson como vocalista principal de la banda.
Tarplin continuó colaborando con Smokey Robinson cuando este inició su carrera en solitario, grabando y coescribiendo éxitos como "Cruisin'" (1979–1980) y  "Being with You" (1981). Estuvo acompañando a Robinson en sus presentaciones en directo hasta 2008. In 2007,el músico Paul Cebar, le rindió homenaje con la canción "Marv's Fluttering Guitar (For Marv Tarplin)" incluida en el álbum Tomorrow Sound Now For Yes Music People.
En 1987, Smokey Robinson fue incluido en solitario en el Salón de la Fama del Rock and Roll, una decisión que creó polémica y debate pues sus compañeros en The Miracles, Tarplin, Bobby Rogers, Ronnie White, Pete Moore y Claudette Robinson quedaron fuera del reconocimiento. Finalmente, en 2012, una comisión especial de la fundación que gestiona el Salón de la Fama, decidió incluir de forma retroactiva a todos los miembros originales de la banda.
El 9 de febrero de 2012 (solo 5 meses después de su muerte), se anunció que Marv Tarplin sería incluido póstumamente con el resto de The Miracles en el Salón de la Fama del Rock and Roll junto al cantante principal del grupo, Smokey Robinson.  Esta inducción se produjo sin el proceso habitual de nominación y votación, bajo la premisa de que todo el grupo debería haber sido inducido con Smokey Robinson en 1987.
Tarplin murió en su casa de Las Vegas por causas indeterminadas el 30 de septiembre de 2011. Tenía 70 años.

## Reconocimientos
- Tarplin, junto a otros de sus compañeros de The Miracles recibió múltiples reconocimientos por sus composiciones de la Broadcasting Music, Inc.[12]
- Junto con Pete Moore y Smokey Robinson, recibió el galardón al mérito musical por parte de la  American Society of Composers, Authors, and Publishers (ASCAP) por la canción "The Tracks of My Tears".[13]
- La revista musical británica Mojo eligió a Tarplin como uno de los '100 mejores guitarristas de todos los tiempos'.[14]
- The Miracles (Tarplin incluido),recibieron una estrella en el Paseo de la Fama de Hollywood el 20 de marzo de 2009.
- Tarplin, junto al resto de miembros originales de The Miracles, fueron incluidos en el Salón de la Fama del Rock and Roll en 2012.